# 巨人大小姐
《巨人大小姐》是肉村Q所創作的日本漫画作品。宣传语是「大小姐只是喜剧」。于2020年12月17日发表，2021年7月30日开始连载。

## 作品概要
主要讲述有一个街道并让其发展的大小姐，为了对抗身份不明的侵略者而巨大化战斗。
在2020年12月17日集英社的网站“jump +”内的“jump路奇!”里作为二月奖的参赛作品发表，根据读者投票获得十二月期青铜新秀奖。隔年的2021年2月刊载了4話。
之后，2021年7月在小学馆《Sunday Webry》开始周刊连载

## 出版書籍
- 肉村Q 『巨人大小姐』小學館〈サンデーうぇぶりコミックス〉、既刊10巻（2025年3月12日現在）
  1. 2021年11月17日発行（11月12日発売[7]）、ISBN 978-4-09-850807-5
  2. 「調子こきMAX編」2022年2月15日発行（2月10日発売[8]）、ISBN 978-4-09-850899-0
  3. 「巨大娘VS巨大娘編」2022年7月17日発行（7月12日発売[9]）、ISBN 978-4-09-851219-5
  4. 「お嬢様デカ盛り編」2022年10月17日発行（10月12日発売[10]）、ISBN 978-4-09-851367-3
  5. 「クソデカ絆編」2022年12月12日発売[11]、ISBN 978-4-09-851487-8
  6. 「愛と友情と変態編」2023年4月12日発売[12]、ISBN 978-4-09-852018-3
  7. 「爆裂！巨姉さん編」2023年7月12日発売[13]、ISBN 978-4-09-852542-3
  8. 「めざせ！巨人の星編」2023年11月10日発売[14]、ISBN 978-4-09-853006-9
  9. 「平行世界の恋するお嬢様編」2024年4月10日発売[15]、ISBN 978-4-09-853109-7
  10. 「感謝！レッツGO めデカいお嬢様編」2025年3月12日発売[16]、ISBN 978-4-09-854003-7

## 外部連結
- 巨人大小姐 （页面存档备份，存于）
- 巨人大小姐（试播版） （页面存档备份，存于）